# クリス・ナーブソン
クリストファー・グレッグ・ナーブソン（Christopher Gregg Narveson、1981年12月20日 - ）は、アメリカ合衆国・アラパホ郡イングルウッド出身の元プロ野球選手（投手）。左投左打。

## 経歴

### プロ入りとマイナー時代
2000年のMLBドラフト2巡目（全体50位）でセントルイス・カージナルスから指名され、6月27日に契約。
2004年8月11日にラリー・ウォーカーとのトレードで、ルイス・マルティネスと共にコロラド・ロッキーズへ移籍。
2005年3月30日に金炳賢とのトレードで、チャールズ・ジョンソンと共にボストン・レッドソックスへ移籍。

### カージナルス時代
2005年8月8日にウェイバーでカージナルスへ移籍。
2006年9月8日のアリゾナ・ダイヤモンドバックス戦でメジャーデビュー。10点ビハインドの7回裏から4番手として登板し、2回を投げ2安打2失点3奪三振だった。翌年からはまたマイナー暮らしが続いた。
2007年10月29日にFAとなった。

### ブルワーズ時代
2007年12月3日にミルウォーキー・ブルワーズとマイナー契約を結んだ。
2009年に3シーズンぶりにメジャーへ昇格し、先発とリリーフの両方で合計21試合に登板した。
2010年は主に先発5番手として初の規定投球回数に到達し、防御率は4.99ながらも自己最多の12勝を挙げた。
2011年も2年連続の二桁勝利を挙げ、ブルワーズの29年ぶりの地区優勝に貢献した。規定投球回数には僅かに届かなかったが、防御率は前年よりも改善した。プレーオフでは先発投手を4人以内で回すことが可能なため、ナーブソンはブルペンに回ることになった。
2012年は左肩の回旋筋腱板再建手術を受けたため、シーズン序盤に2試合登板にとどまった。
2013年10月1日にFAとなった。

### ヤクルト時代
2013年12月25日、東京ヤクルトスワローズと契約に合意した事が球団から発表された。
シーズンを通して1軍登録され、規定投球回に到達したのが石川雅規のみという投手陣の中でチーム2位のイニング数を記録している。しかし4勝11敗と大きく負け越し、防御率も4.53と悪く2014年12月2日に自由契約公示され退団した。

### マーリンズ時代
2014年12月6日にマイアミ・マーリンズとマイナー契約を結んだ。
2015年8月5日にメジャー契約を結んで25人枠入り。10月12日にFAとなった。
2016年1月9日にマーリンズとマイナー契約を結び、同年のスプリングトレーニングに招待選手として参加することになった。4月3日にメジャー契約を結んで25人枠入りした。主にリリーフ投手として起用されたが、4月21日にDFAとなり、23日に40人枠から外れる形でAAA級ニューオーリンズ・ゼファーズへ降格した。8月9日に再びメジャー契約を結んで25人枠入りしたが、19日にDFA、21日に40人枠から外れる形でAAA級ニューオーリンズへ配属された。10月11日にFAとなった。

### インディアンス傘下時代
2017年2月14日にクリーブランド・インディアンスとマイナー契約を結び、スプリングトレーニングに招待選手として参加することになった。AAA級コロンバス・クリッパーズで主に先発として20試合に登板し、6勝7敗、防御率3.41の成績を残すもメジャーへの昇格はなく、シーズン終了後にFAとなった。
この年限りで現役引退。

## 投球スタイル
フォーシームの球速は80mph台後半に過ぎないが、スライダー、カーブ、チェンジアップの3つの変化球を投じる。2010年以降はチェンジアップを投げる割合が増えており、2011年は全投球のうち34%をチェンジアップが占めており、31.8%のジェレミー・ヘリクソン、30.8%のジェフ・フランシスらを抑えてメジャー最多だった。
先発ローテーションの中心を担う力はないが、先発5番手としては安定した成績を残している。通算防御率は4.62だが、投球内容から本来あるべき防御率を算出するxFIPは通算で4.12と、防御率よりも良い値が示されている。

## 詳細情報

### 年度別投手成績
| 年 度    | 球 団    | 登 板 | 先 発 | 完 投 | 完 封 | 無 四 球 | 勝 利 | 敗 戦 | セ 丨 ブ | ホ 丨 ル ド | 勝 率 | 打 者 | 投 球 回 | 被 安 打 | 被 本 塁 打 | 与 四 球 | 敬 遠 | 与 死 球 | 奪 三 振 | 暴 投 | ボ 丨 ク | 失 点 | 自 責 点 | 防 御 率 | W H I P |
| -------- | -------- | ----- | ----- | ----- | ----- | -------- | ----- | ----- | -------- | ----------- | ----- | ----- | -------- | -------- | ----------- | -------- | ----- | -------- | -------- | ----- | -------- | ----- | -------- | -------- | ------- |
| 2006     | STL      | 5     | 1     | 0     | 0     | 0        | 0     | 0     | 0        | 0           | ----  | 40    | 9.1      | 6        | 1           | 5        | 0     | 1        | 12       | 1     | 1        | 5     | 5        | 4.82     | 1.18    |
| 2009     | MIL      | 21    | 4     | 0     | 0     | 0        | 2     | 0     | 0        | 0           | 1.000 | 205   | 47.0     | 45       | 7           | 16       | 1     | 2        | 46       | 4     | 0        | 22    | 20       | 3.83     | 1.30    |
| 2010     | MIL      | 37    | 28    | 0     | 0     | 0        | 12    | 9     | 0        | 3           | .571  | 724   | 167.2    | 172      | 21          | 59       | 3     | 5        | 137      | 6     | 0        | 96    | 93       | 4.99     | 1.38    |
| 2011     | MIL      | 30    | 28    | 0     | 0     | 0        | 11    | 8     | 0        | 0           | .579  | 699   | 161.2    | 160      | 17          | 65       | 1     | 1        | 126      | 4     | 1        | 82    | 80       | 4.45     | 1.39    |
| 2012     | MIL      | 2     | 2     | 0     | 0     | 0        | 1     | 1     | 0        | 0           | .500  | 41    | 9.0      | 10       | 2           | 4        | 0     | 0        | 5        | 0     | 0        | 8     | 7        | 7.00     | 1.56    |
| 2013     | MIL      | 2     | 0     | 0     | 0     | 0        | 0     | 0     | 0        | 0           | ----  | 8     | 2.0      | 1        | 0           | 1        | 0     | 0        | 0        | 1     | 0        | 0     | 0        | 0.00     | 1.00    |
| 2014     | ヤクルト | 24    | 24    | 1     | 0     | 0        | 4     | 11    | 0        | 0           | .267  | 593   | 137.0    | 136      | 16          | 53       | 0     | 2        | 96       | 6     | 3        | 75    | 69       | 4.53     | 1.38    |
| 2015     | MIA      | 15    | 2     | 0     | 0     | 0        | 3     | 1     | 0        | 0           | .750  | 121   | 30.1     | 24       | 7           | 9        | 0     | 0        | 32       | 0     | 0        | 15    | 15       | 4.45     | 1.09    |
| 2016     | MIA      | 6     | 0     | 0     | 0     | 0        | 1     | 0     | 0        | 0           | 1.000 | 38    | 8.1      | 10       | 3           | 2        | 1     | 1        | 6        | 0     | 0        | 8     | 8        | 8.64     | 1.44    |
| MLB：8年 | MLB：8年 | 118   | 65    | 0     | 0     | 0        | 30    | 19    | 0        | 3           | .612  | 1876  | 435.1    | 428      | 58          | 161      | 6     | 10       | 364      | 16    | 2        | 236   | 228      | 4.71     | 1.35    |
| NPB：1年 | NPB：1年 | 24    | 24    | 1     | 0     | 0        | 4     | 11    | 0        | 0           | .267  | 593   | 137.0    | 136      | 16          | 53       | 0     | 2        | 96       | 6     | 3        | 75    | 69       | 4.53     | 1.38    |

- 各年度の太字はリーグ最高

### 記録
NPB投手記録
- 初登板・初先発：2014年4月8日、対中日ドラゴンズ1回戦（ナゴヤドーム）、6回5失点で敗戦投手
- 初奪三振：同上、6回裏にアンダーソン・エルナンデスから空振り三振
- 1被安打で敗戦投手：2014年5月10日、対横浜DeNAベイスターズ7回戦（横浜スタジアム）、アーロム・バルディリスの2ランの1安打完投。セ・リーグ史上10人目[13]
- 初勝利・初先発勝利：2014年5月16日、対中日ドラゴンズ7回戦（ナゴヤドーム）、6回3失点

NPB打撃記録
- 初安打：2014年5月10日、対横浜DeNAベイスターズ7回戦（横浜スタジアム）、3回表にギジェルモ・モスコーソから左前安打
- 初打点：2014年5月31日、対福岡ソフトバンクホークス1回戦（福岡 ヤフオク!ドーム）、2回表に中田賢一から左前適時打

### 背番号
- 60（2006年）
- 38（2009年 - 2014年）
- 45（2015年 - 2016年）